# Burn My Eyes
„Burn My Eyes“ e първият студиен албум на американската груув метъл/траш метъл група Machine Head. Тематиката в текстовете, написани от Роб Флин, засяга основно проблеми свързани със социалното безредие и съответното вътрешно напрежение, на което членовете на групата са били изложени в родния си Оукланд, Калифорния, САЩ.
В стилово отношение, албумът на групата се характеризира с комбинация от звученето на Pantera и творбите на траш групата Slayer от 80-те години на 20 век. Скоро след издаването на този албум, Крис Контос напуска групата и е заместен от Дейв Макклейн. „Burn My Eyes“ става най-много продаваният дебютен албум на Roadrunner Records, до 1999 г., когато Slipknot издават едноименния си албум. В сравнение с останалите творби на Machine Head, първата им се отличава с най-много агресивност и енергичност. Албумът е определян от критици и публикации в списания, като британското месечно издание „Metal Hammer“, като един от основополагащите албуми, издадени в началото на 90-те, и едно от най-значимите метъл издания на всички времена.

## Списък с песните
1. „Davidian“ – 4:55
2. „Old“ – 4:05
3. „A Thousand Lies“ – 6:13
4. „None But My Own“ – 6:14
5. „The Rage to Overcome“ – 4:46
6. „Death Church“ – 6:32
7. „A Nation on Fire“ – 5:33
8. „Blood for Blood“ – 3:40
9. „I'm Your God Now“ – 5:50
10. „Real Eyes, Realize, Real Lies“ – 2:45
11. „Block“ – 4:59
12. „Alan's on Fire“ (Poison Idea cover) – 4:00 *

- Бонус запис

|  | Тази страница частично или изцяло представлява превод на страницата Burn My Eyes в Уикипедия на английски. Оригиналният текст, както и този превод, са защитени от Лиценза „Криейтив Комънс – Признание – Споделяне на споделеното“, а за съдържание, създадено преди юни 2009 година – от Лиценза за свободна документация на ГНУ. Прегледайте историята на редакциите на оригиналната страница, както и на преводната страница, за да видите списъка на съавторите. ВАЖНО: Този шаблон се отнася единствено до авторските права върху съдържанието на статията. Добавянето му не отменя изискването да се посочват конкретни източници на твърденията, които да бъдат благонадеждни. |